# Эйчейн, Девон
Девон Эйчейн (англ. De’Von Achane; 13 октября 2001, Миссури-Сити, Техас) — американский футболист, раннинбек клуба НФЛ «Майами Долфинс». На студенческом уровне играл за команду Техасского университета A&M. На драфте НФЛ 2023 года был выбран в третьем раунде.

## Биография
Девон Эйчейн родился 13 октября 2001 года в Миссури-Сити в Техасе. Там же окончил старшую школу имени Тэргуда Маршалла. Во время учёбы играл за школьную команду на позиции раннинбека. За карьеру набрал выносом 2097 ярдов с 38 тачдаунами, на приёме — 694 ярда с 10 тачдаунами. Обладатель награды лучшему игроку нападения 2019 года по версии отделения Тачдаун-клуба в Хьюстоне.

### Любительская карьера
В 2020 году Эйчейн поступил в Техасский университет A&M. В дебютном сезоне он сыграл в восьми матчах его команды, признавался лучшим игроком недели в конференции SEC. В победном Оранж Боуле против «Северной Каролины» он набрал 140 ярдов с двумя тачдаунами и был признан самым ценным игроком матча. В 2021 году Эйчейн сыграл в двенадцати матчах и набрал 910 ярдов, став лидером конференции по среднему количеству набираемых ярдов на попытку выноса. Суммарно он занёс 11 тачдаунов, в том числе на приёме и на возврате. По итогам сезона ему было присуждено несколько командных наград.
В сезоне 2022 года Эйчейн сыграл в стартовом составе в десяти матчах команды, в среднем набирая выносом 110,2 ярда за игру. По ходу турнира он установил личный рекорд по количеству выносных ярдов за игру, набрав 156 в матче против «Арканзаса». По итогам года его включили в состав сборной звёзд SEC как бегущего и игрока специальных команд. Он также был признан самым ценным игроком команды в нападении.

#### Статистика выступлений в NCAA
| Сезон | Команда         | Игры | Приём | Приём | Приём | Приём | Вынос | Вынос | Вынос | Вынос |
| Сезон | Команда         | Игры | Rec   | Yds   | Y/A   | TD    | Att   | Yds   | Y/A   | TD    |
| ----- | --------------- | ---- | ----- | ----- | ----- | ----- | ----- | ----- | ----- | ----- |
| 2020  | Техас A&M Эггис | 8    | 5     | 97    | 19,4  | 1     | 43    | 364   | 8,5   | 4     |
| 2021  | Техас A&M Эггис | 12   | 24    | 261   | 10,9  | 1     | 130   | 910   | 7,0   | 9     |
| 2022  | Техас A&M Эггис | 10   | 36    | 196   | 5,4   | 3     | 196   | 1102  | 5,6   | 8     |
| Всего | Всего           | 30   | 65    | 554   | 8,5   | 5     | 369   | 2376  | 6,4   | 21    |

### Профессиональная карьера
В 2023 году Эйчейн стал одним из самых быстрых выходящих на драфт НФЛ игроков — его результат в беге на 40 ярдов во время съезда скаутов составил 4,32. Среди других его преимуществ назывались хорошее видение поле и креативность, умение действовать в насыщенных игроками зонах, полезность в роли принимающего и опыт игры на возвратах. К минусам относили скромные антропометрические данные и вытекающую из них непригодность к игре в роли блокирующего. Аналитики издания Athlon Sports прогнозировали ему выбор во втором или третьем раунде.
На драфте Эйчейн был выбран «Майами Долфинс» в третьем раунде под общим 84-м номером. В июне 2023 года он подписал с клубом четырёхлетний контракт на общую сумму 5,4 млн долларов. В регулярном чемпионате НФЛ он дебютировал на второй неделе сезона 2023 года. В матче третьей недели против «Денвера» Эйчейн побил рекорд клуба для новичков, набрав выносом 203 ярда. Он также повторил клубный рекорд, заработав четыре тачдауна в одной игре.

#### Статистика выступлений в НФЛ

##### Регулярный чемпионат
| Сезон | Команда        | Игры | Приём | Приём | Приём | Приём | Вынос | Вынос | Вынос | Вынос |
| Сезон | Команда        | Игры | Rec   | Yds   | Y/A   | TD    | Att   | Yds   | Y/A   | TD    |
| ----- | -------------- | ---- | ----- | ----- | ----- | ----- | ----- | ----- | ----- | ----- |
| 2023  | Майами Долфинс | 2    | 5     | 34    | 6,8   | 2     | 19    | 208   | 10,9  | 2     |
| Всего | Всего          | 2    | 5     | 34    | 6,8   | 2     | 19    | 208   | 10,9  | 2     |

* На 25 сентября 2023